# Baie Barbacoas
Pour les articles homonymes, voir Barbacoas.
La baie Barbacoas (espagnol : bahía Barbacoas) est une baie de la mer des Caraïbes située au nord de la Colombie. Elle baigne la municipalité de Carthagène des Indes, chef-lieu du département de Bolívar.

## Géographie
La baie Barbacoas se situe au nord du département de Bolívar, dans la mer des Caraïbes. La côte nord est constituée de l'île Barú (reliée au continent par plusieurs routes) qui la sépare de la baie de Carthagène des Indes.
L'une des deux extrémités occidentales du canal del Dique rejoint la baie Barbacoas, la reliant au río Magdalena, principale artère fluviale du pays. 